# Paweł Sarna (poeta)

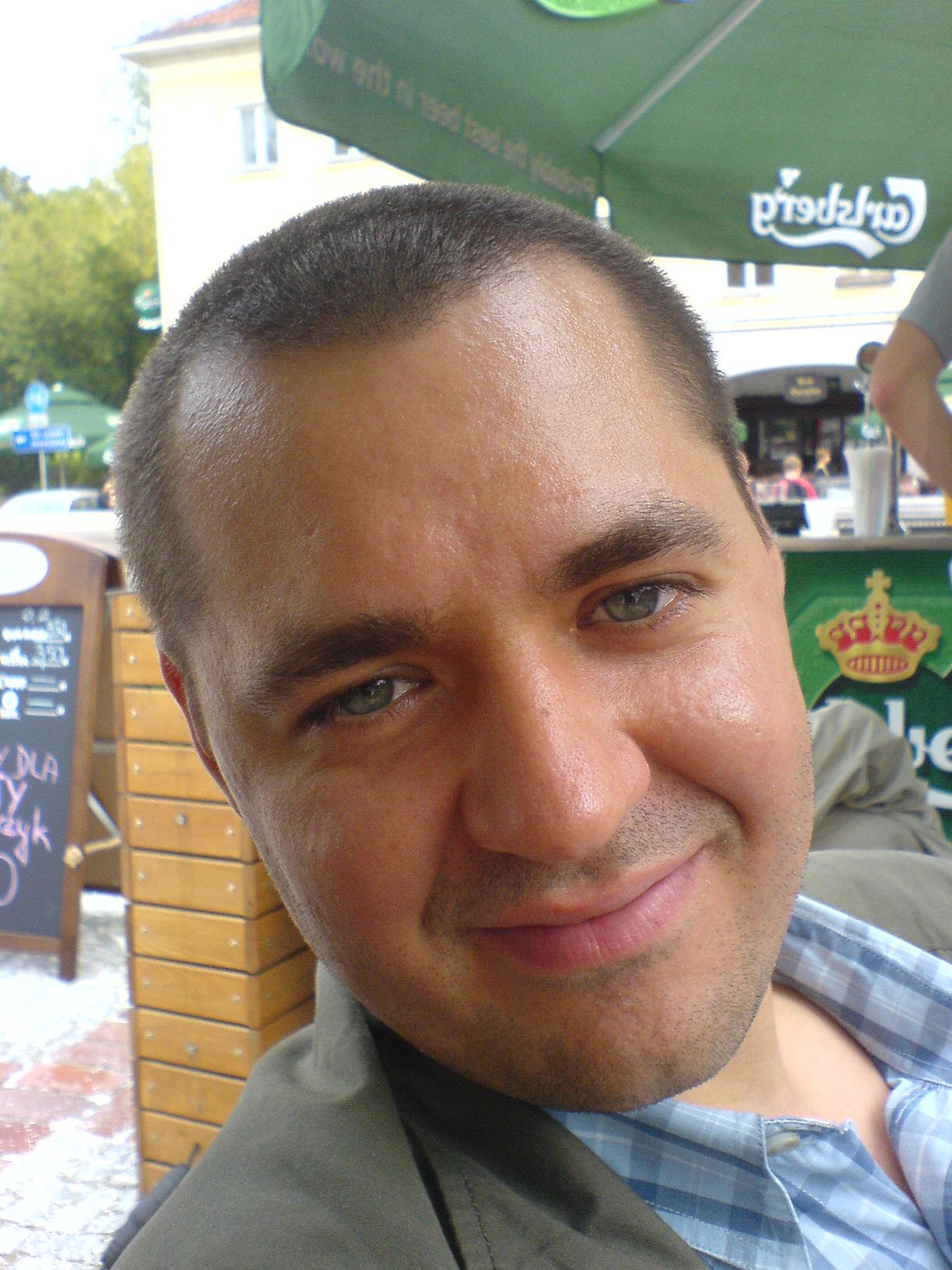
Paweł Sarna

Paweł Sarna (ur. 26 stycznia 1977 w Jaworznie) – polski poeta, krytyk literacki.

## Życiorys
Redaktor działu krytyki magazynu literackiego „Kursywa”. Publikował m.in. w Studium, Odrze, FA-arcie, Kwartalniku Artystycznym. Helena Zaworska tak opisała twórczość autora na łamach Polityki („Czytelnia”): „Paweł Sarna, urodzony w roku 1977, nie żałuje słów, jego obrazy poetyckie są bogate w realia i w fantazjowanie, w dosłowność i metaforę, w wyzywającą ironię i w skrywany jakby wstydliwie smutek. Są krajobrazy prawdziwe i symboliczne, postacie ludzkie i boskie, wielbione i odtrącane, przyjazne i wrogie. Czas, kiedy „Wszyscy będą ci bliscy” (jak zapowiada w tytule jeden z wierszy) jest utopijną przyszłością, tęsknota za nią trwa w nas. Ojciec istnieje w tej poezji w wielu osobach: jest białym, ale i czarnym Ojcem niebieskim, jest czułym i groźnym ojcem rodziny, jest także mitem Autorytetu, którego najczęściej daremnie szukamy. Nasz świat powstaje w wielkiej męce, w nadziejach, rozczarowaniach, udrękach: „Płonie/ nasz dom. / Budujemy na ogniu”. Jego wiersze tłumaczono na języki: czeski, chorwacki, słowacki, serbski. Pochodzi z Jaworzna. Obecnie mieszka w Katowicach.

## Twórczość literacka

### Poezja
- Ten i Tamten (współaut. P. Lekszycki), Bydgoszcz, Świadectwo 2000, ISBN 83-87531-87-1.
- Biały OjczeNasz Kraków, Zielona Sowa 2002, ISBN 83-7220-502-7.
- Czerwony żagiel Kraków, Zielona Sowa 2006, ISBN 83-7435-189-6.
- Pokój na widoku Szczecin, Bezrzecze, Forma 2014, ISBN 978-83-63316-17-4
- Ruskie Świdnica, MBP Świdnica 2024, ISBN 978-83-959714-6-4

### Wiersze w almanachach i antologiach
- W swoją stronę. Antologia młodej poezji Śląska i Zagłębia. Wyb., oprac. i wstęp P. Majerski. Katowice 2000.
- Almanach młodych 2002. Ruchome wyspy. Kraków 2002.
- Tekstylia. „O rocznikach siedemdziesiątych”. Red. P. Marecki, I. Stokfiszewski. Kraków 2002.
- Antologia nowej poezji polskiej 1990–2000. Red. M. Czyżowski, R. Honet. Kraków 2004.
- Martwe punkty. Antologia poezji „Na Dziko” (1994−2003). Wyb. i oprac. Dariusz Pawelec. Katowice 2004.
- Mrtvé body. Antologie poezie Na divoko. Ostrawa 2006 (Mrtve body. Antologia poézie zo Sliezska. Bratislava 2006).

### Krytyka literacka
- Śląska awangarda. Poeci grupy Kontekst. Katowice, Katowickie Stowarzyszenie Artystyczne 2004, ISBN 83-921199-0-8.

(Opracowanie jest poświęcone katowickiej Grupie Poetyckiej „Kontekst”, tworzonej przez
Stanisława Piskora, Tadeusza Sławka, Andrzeja Szubę, Włodzimierza Paźniewskiego).
- Przypisy do nicości. Poezja Zbigniewa Bieńkowskiego. Mikołów 2010.

### Opracowania
- Ł. Abalar: Tezeusz w płonącym domu. „ArtPapier” 2007.
- J. Abarski: Biały ojciec. „Sokół Jaworznicki” 2002, nr 14;
- W. Boros: Szczyt sezonu. „Autograf” 2001, nr 5;
- R. Chłopek: Jeden na jednego. „Pro Arte” 2000, nr 13;
- S. Chyczyński: Trochę dla picu. „Akant” 2000, nr 3;
- E. Dutka: Przewrotny ten i tamten. „Śląsk” 2000, nr 8;
- M. Hałaś: W jedną stronę. „Górnośl. Inf. Kult.” 2001, nr 1;
- M. Kisiel: [b.t.]. „Radostowa” 1999, nr 6–8;
- J. Klejnocki: Młody Śląsk. „Magazyn z książk.” [dod. „Gaz. Wyb.”] 2001, nr 42;
- P. Lekszycki: Polowanie na Sarnę. „Śląsk” 2000;
- J. Madejski: Bo zamieszkałem w ogniu. „Nowe Książki” 2007, nr 1;
- K. Maliszewski: W oficynie. „Odra” 2000, nr 12;
- S. Matusz: Domokrążcy z eine zdordo. „Co tydzień” 1996, nr 47/274;
- S. Matusz: Dłonie, które karmią ogień. „Kurier Literacki”.
- P. Michałowski: Trochę o Tym, więcej o Tamtym. „Pogranicza” 2002, nr 1;
- [Wyw. M.in. z:] D. Nowacki: Moja poezja, mój czytelnik, nasza samotność? „Opcje” 2001, nr 5 (40);
- M. Olszewski: [b.t.]. „Gazeta Wyborcza” 2002.
- G. Tomicki: Spieszmy się pisać wiersze? „Megalopolis” 2000, nr 0,1;
- I. Stokfiszewski: Twoje słowo jest… „Megalopolis” 2001, nr 0,1;
- P. Majerski: Modlitwa do Ojca. „Śląsk” 2003, nr 7.
- A. Szukalska: Modlitwa codzienności. „Pro Arte” 2003;

## Źródła i linki zewnętrzne
- http://www.literackie.pl/autor.asp?idautora=74&lang=
- Wiersze poety w „Zeszytach Poetyckich”
- Paweł Majerski, Sarna Paweł, w: Pisarze i badacze literatury w Zagłębiu Dąbrowskim. Słownik biobiliograficzny, tom 2 (pod redakcją Pawła Majerskiego), Sosnowiec 2002, s 177–178